# Keiichirō Asao

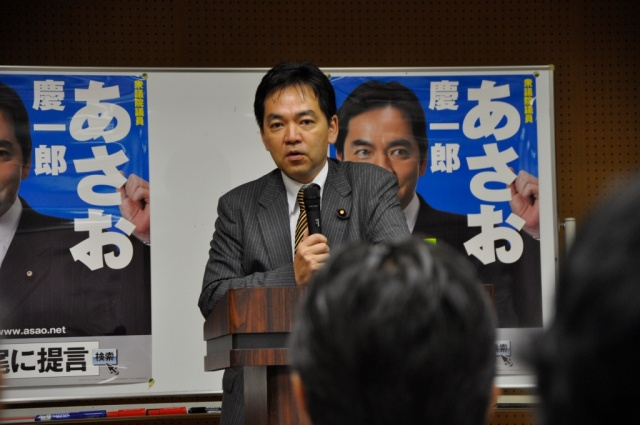
Keiichirō Asao, 2011

Keiichirō Asao (jap. 浅尾 慶一郎 Asao Keiichirō; * 11. Februar 1964 in der Präfektur Tokio) ist ein japanischer Politiker (NFP→Shintō Yūai→DP→Minna→Kanagawa Minna no Kaikaku→parteilos→LDP) und seit 2022 wie zuvor schon von 1998 bis 2009 Senator für Kanagawa in der Kokkai. Seit 2024 ist er Umweltminister und Minister beim Kabinettsamt für besondere Aufgaben (Atomkraftkatastrophenschutz) im Kabinett Ishiba. Von 2009 bis 2017 war er Abgeordneter im Repräsentantenhaus, 2014 Parteivorsitzender der Minna no Tō („Partei aller“).

## Leben
Asao absolvierte 1987 sein Studium an der juristischen Fakultät der Universität Tokio und wurde anschließend Angestellter der Nippon Kōgyō Ginkō (engl. Industrial Bank of Japan). 1992 erwarb er einen MBA an der Stanford University, drei Jahre später, 1995, verließ er die Bank, um sich der Politik zuzuwenden.
Für die Neue Fortschrittspartei kandidierte Asao 1996 bei der Shūgiin-Wahl 1996, im 4. Wahlkreis Kanagawa, unterlag aber Tadayoshi Iijima (LDP). Bei der Wahl 1998 zum Sangiin, dem Oberhaus wurde er für die Demokratische Partei in Kanagawa (drei Mandate pro Wahl) mit dem höchsten Stimmenanteil (640.463 Stimmen) ins Sangiin gewählt. 2004 wurde er – diesmal mit dem zweithöchsten Stimmenanteil – bestätigt. Innerhalb der DPJ gehörte er zur Kawabata-Gruppe.
Im Sangiin gehörte Asao unter anderem dem Auswärtigen und Verteidigungsausschuss an. Im Schattenkabinett der DPJ von 2007 war er als „der nächste Verteidigungsminister“ vorgesehen. Ende Juli 2009 kündigte er seinen Parteiaustritt an, die Partei kam ihm jedoch durch Ausschluss zuvor. Er beteiligte sich an der Gründung der Minna no Tō von Yoshimi Watanabe und trat als Kandidat für das Shūgiin, das Unterhaus, bei den Wahlen am 30. August 2009 an. Er verlor zwar den 4. Wahlkreis Kanagawa gegen den Demokraten Kazuyoshi Nagashima, wurde aber über den Verhältniswahlblock Süd-Kantō gewählt.
Ab 2009 führte Asao den Politikforschungsrat der Minna no Tō. Bei der Shūgiin-Wahl 2012 konnte er sich im Wahlkreis Kanagawa 4 gegen Kandidaten beider großer Parteien klar durchsetzen – Amtsinhaber Nagashima trat nicht mehr an. Von April 2014, nach dem Rücktritt Yoshimi Watanabes, bis zur Parteiauflösung im November 2014 war er Parteivorsitzender.
Im Oktober 2016 schloss sich Asao der LDP-Unterhausfraktion an. Im September 2017 trat er auch der Partei bei; aber Tomohiro Yamamoto behielt die LDP-Kandidatur in Kanagawa 4. Asao kandidierte bei der Unterhauswahl 2017 ohne Nominierung als Unabhängiger und erreichte mit 26,7 % der Stimmen nur den dritten Platz hinter der Konstitutionell-Demokratischen Kandidatin Yuki Waseda (34,8 %) und Tomohiro Yamamoto (28,9 %). Auch bei der Wahl 2021 kandidierte er unabhängig im Wahlkreis 4 und unterlag knapp (Waseda 33,0 %, Asao 31,5 %, Yamamoto 23,5 %).
Bei der Senatswahl 2022 trat Asao als einer von zwei LDP-Kandidaten neben Junko Mihara in Kanagawa an (2022 durch eine integrierte Nachwahl zur anderen Klasse ausnahmsweise Fünfmandatswahlkreis) und erreichte mit 13,3 % der Stimmen den vierten Platz und somit ein volles Mandat für sechs Jahre. Im Januar 2024 übernahm Asao den Vorsitz im Sangiin-Geschäftsordnungsausschuss. Im Oktober 2024 berief ihn der neue LDP-Vorsitzende-Premierminister Shigeru Ishiba als Umweltminister in sein Kabinett.